# Kuhitangia
Kuhitangia är ett släkte av nejlikväxter. Kuhitangia ingår i familjen nejlikväxter.
Kladogram enligt Catalogue of Life:
| Kuhitangia | \| \| Kuhitangia knorringiana \| \| \| \| \| \| Kuhitangia popovii \| \| \| \| |
|            | \| \| Kuhitangia knorringiana \| \| \| \| \| \| Kuhitangia popovii \| \| \| \| |
|            | Kuhitangia knorringiana                                                        |
|            |                                                                                |
|            | Kuhitangia popovii                                                             |
|            |                                                                                |